# Konfessionskundskab
Konfessionskundskab er navnet på det teologiske fag som beskæftiger sig med kristenhedens kirkesamfund, deres lære, kirkeforfatning, gudstjeneste og hele særpræg. Det traditionelle navn for denne disciplin er symbolik, en betegnelse der dog nu især bruges om de kristne bekendelser, symboler.
Mollands indkredsning af konfessionskundskabens område lyder således:

"... Det er imidlertid ikke konfessionskundskabens sag at udrede hvad der ud fra Bibelen, den kristne tradition og sunde dogmatiske principper er det rette. Denne normative opgave tilhører den systematiske teologi. Derimod skal konfessionskundskaben beskrive, analysere og forstå kristenhedens kirkesamfund. ..." 

## Baggrund i "kontroversteologi"
Konfessionskundskaben har sit udspring i Reformationens såkaldte kontroversteologi, hvor man ville understrege forskellene mellem kirkesamfundene. To kendte katolske repræsentanter er Robert Bellarmin (1542–1621, tysk jesuit ) og Johannes Eck (1486–1543, en af Luthers modstandere ) 

Det store navn på luthersk side er Martin Chemnitz (1522–82), der gennemgik alle Tridentinerkoncilets dogmatiske beslutninger for at gendrive dem.
Med oplysningstiden skiftede faget karakter idet tyngdepunktet skiftede fra dogmatikken til de historiske discipliner bibelvidenskab og kirkehistorie. 

I 1800-tallet føjede man til læren desuden kendskab til de enkelte kirkesamfunds forfatning, kultus og fromhedsliv. Dette program blev formuleret af den tyske teolog Philipp Marheineke (1780–1846, professor i Berlin)
I vor tid tales der om Konfessionskundskab og økumenik efter at dialogen mellem de forskellige konfessioner har fået større betydning gennem den økumeniske bevægelse i 1900-tallet.
Til fagbeskrivelsen for systematisk teologi hører også et afsnit om økumenisk teologi.

"... En sådan disciplin er økumenisk teologi. Denne studerer de kristne bekendelser (symbolik), de kristne kirkesamfund (konfessionskundskab) og den økumeniske bevægelses teologiske tænkning. Til den økumeniske teologi knytter sig også missiologi, dvs. studiet af den kristne missions historie, teori og praksis, samt religionsteologi, dvs. studiet af forholdet mellem kristendommen og de øvrige religioner i teologisk perspektiv. Fagbetegnelsen Dogmatik med Økumenisk Teologi er udtryk for, at den økumeniske teologi og dogmatikken hører sammen. ..." 

## En mulig opdeling af konfessionskundskabens delområder
De forskellige områder som Svein Sando foreslår:
1. Historisk udvikling, internationalt og i de enkelte lande. [fag: historie]
2. Organisering af kirkesamfundet, forholdet til staten, kirkeret, embedsstruktur   [fag: ekklesiologi, jura]
3. Udbredelse, statistik og geografisk udbredelse   [fag: statistik, geografi]
4. Lære, herunder frelseslære, skriftsyn, kirkesyn, sakramenter, læren om de sidste ting, kvindesyn, traditionens plads   [fag: systematisk teologi]
5. Gudstjenesteliv, liturgi og kult   [fag: liturgik]
6. Samværsformer og menighedsliv, religiøs erfaring, karismatik   [fag: sociologi]
7. Livsførelse, fromhed, etos   [fag: deskriptiv etik]
8. Mission, evangelisering   [fag: missiologi]
9. Næstekærlighedsarbejde   [fag: diakoni]
10. Økumenik, forholdet til andre kirker   [fag: økumenik]